# Alfa Romeo Alfetta
Alfa Romeo Alfetta (Type 116) — седан і фастбек бізнес-класу, що вироблялися італійською компанією Alfa Romeo з 1972 по 1987 рік. Модель була популярна через хороші комбінації низької ваги і потужного двигуна. Всього було продано 475,719 примірників поки не було закінчено виробництво моделі.

## Опис

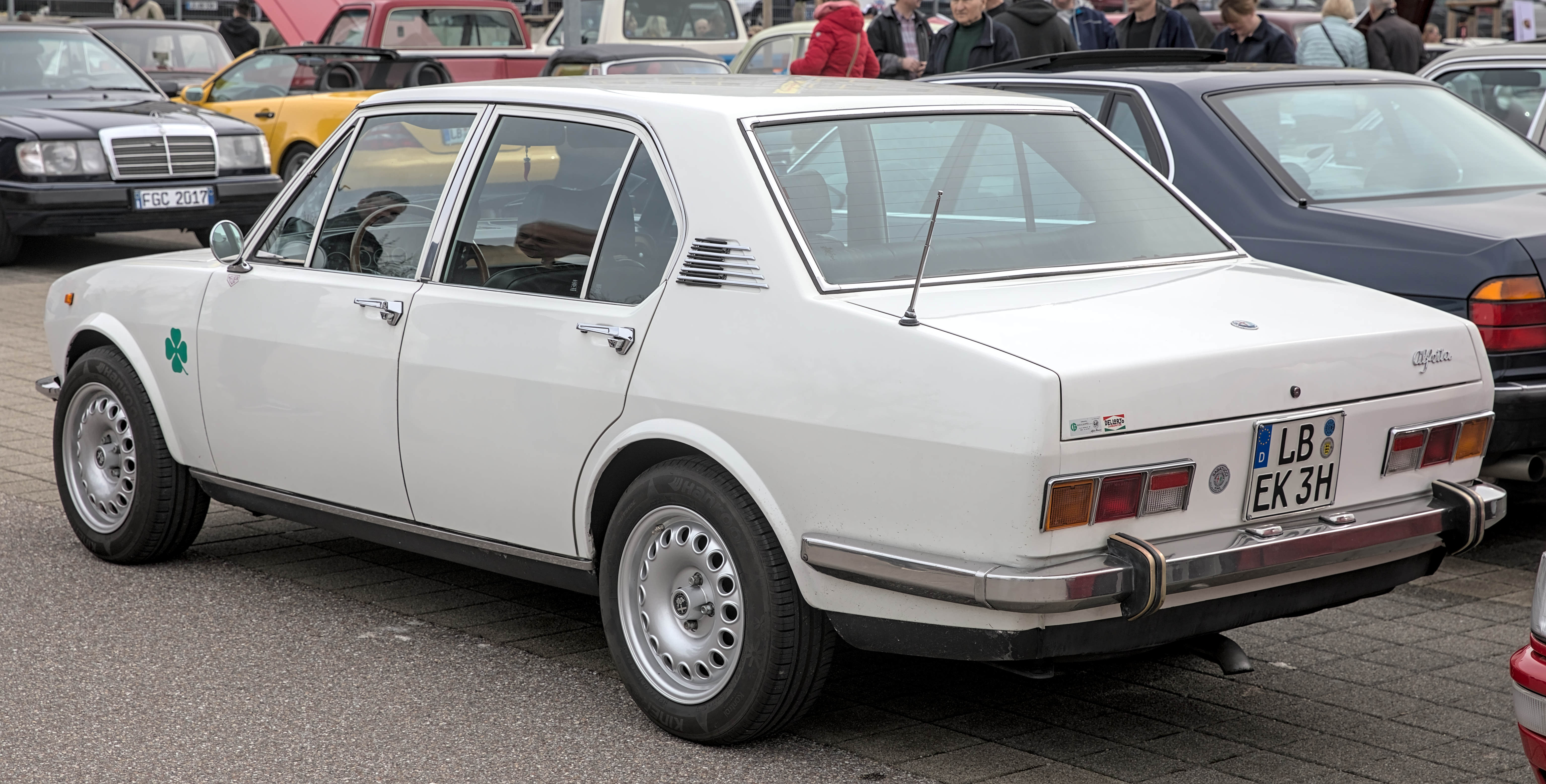
Alfa Romeo Alfetta седан (1972-1977)

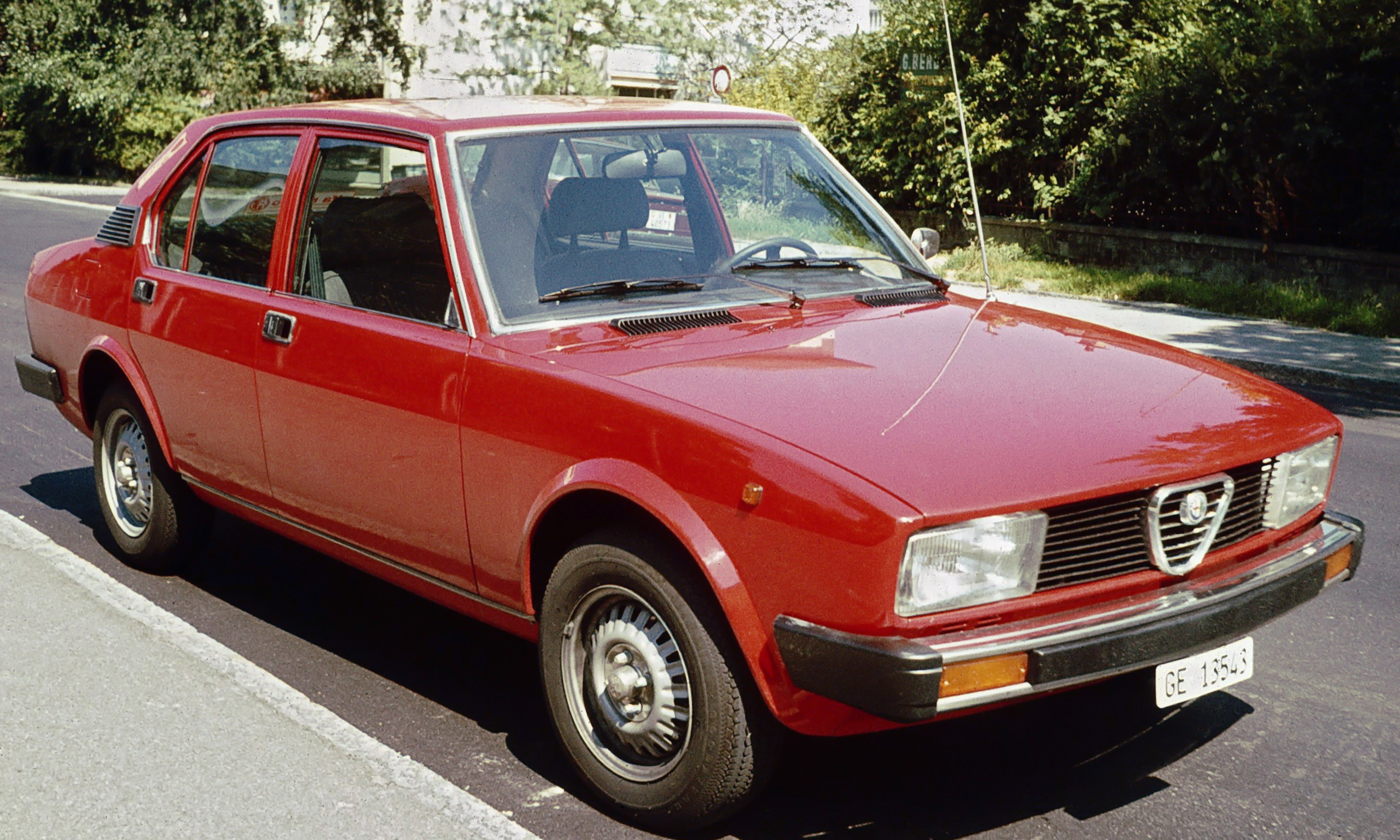
Alfa Romeo Alfetta седан (1977-1984)

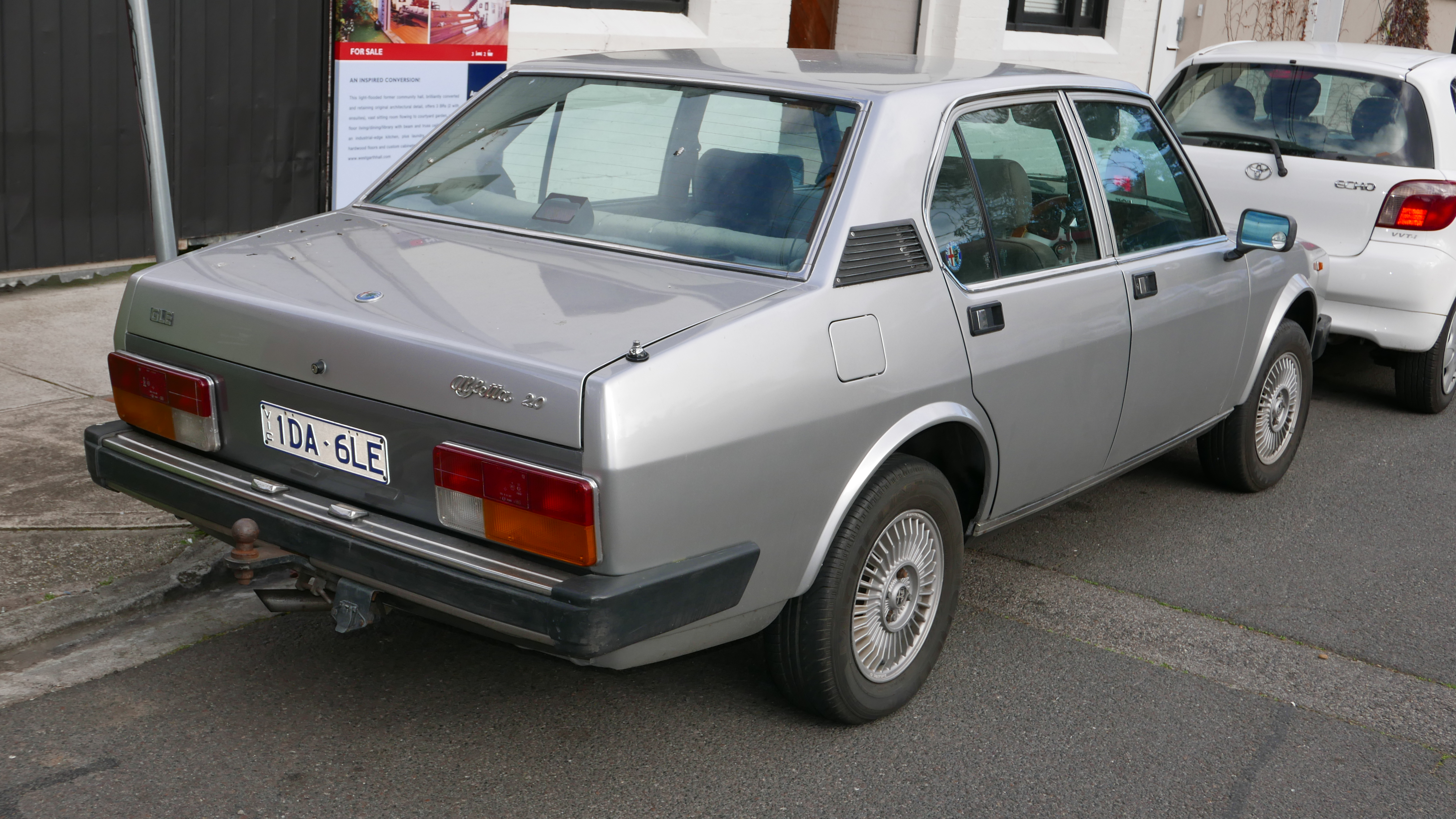
Alfa Romeo Alfetta седан (1977-1984)

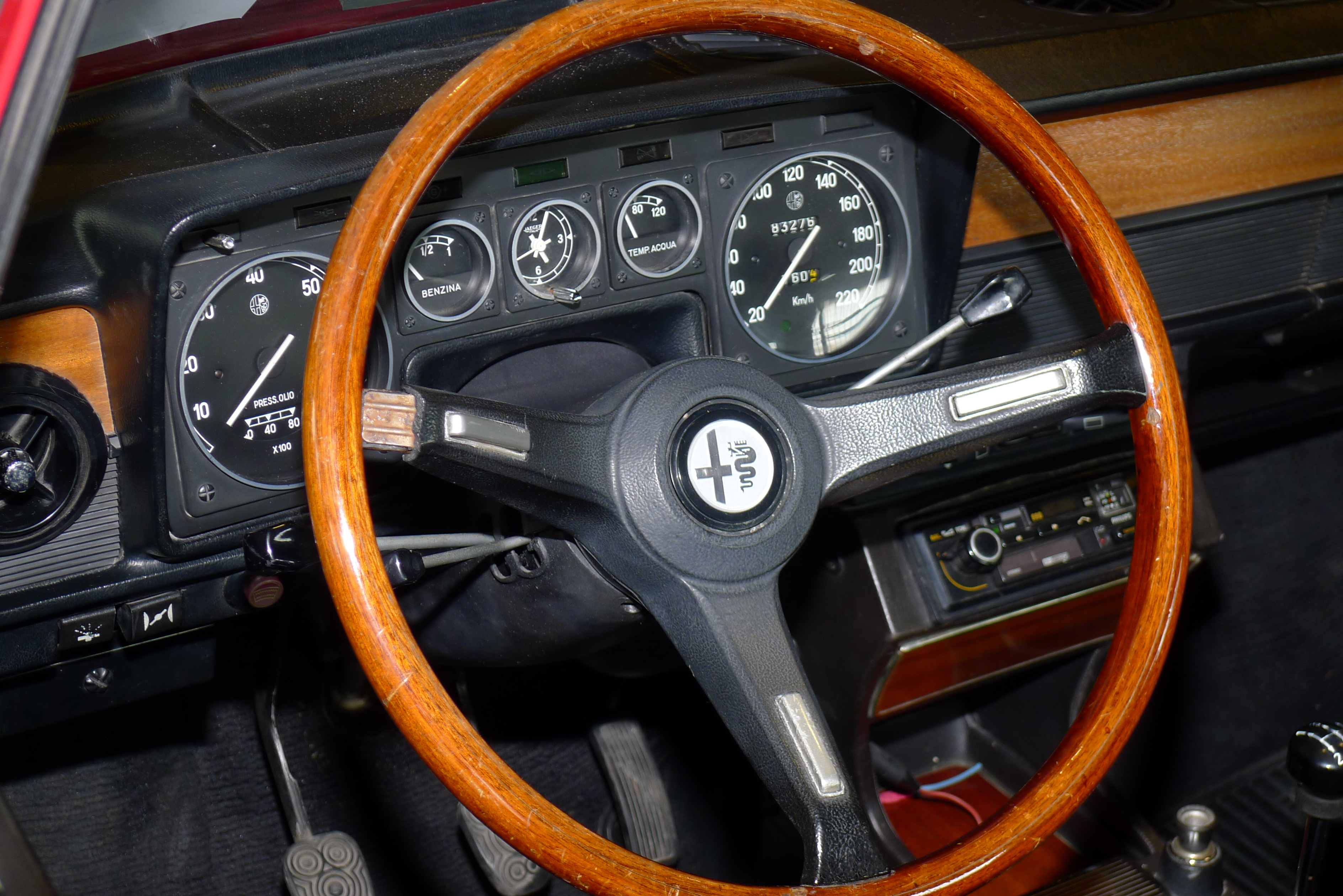

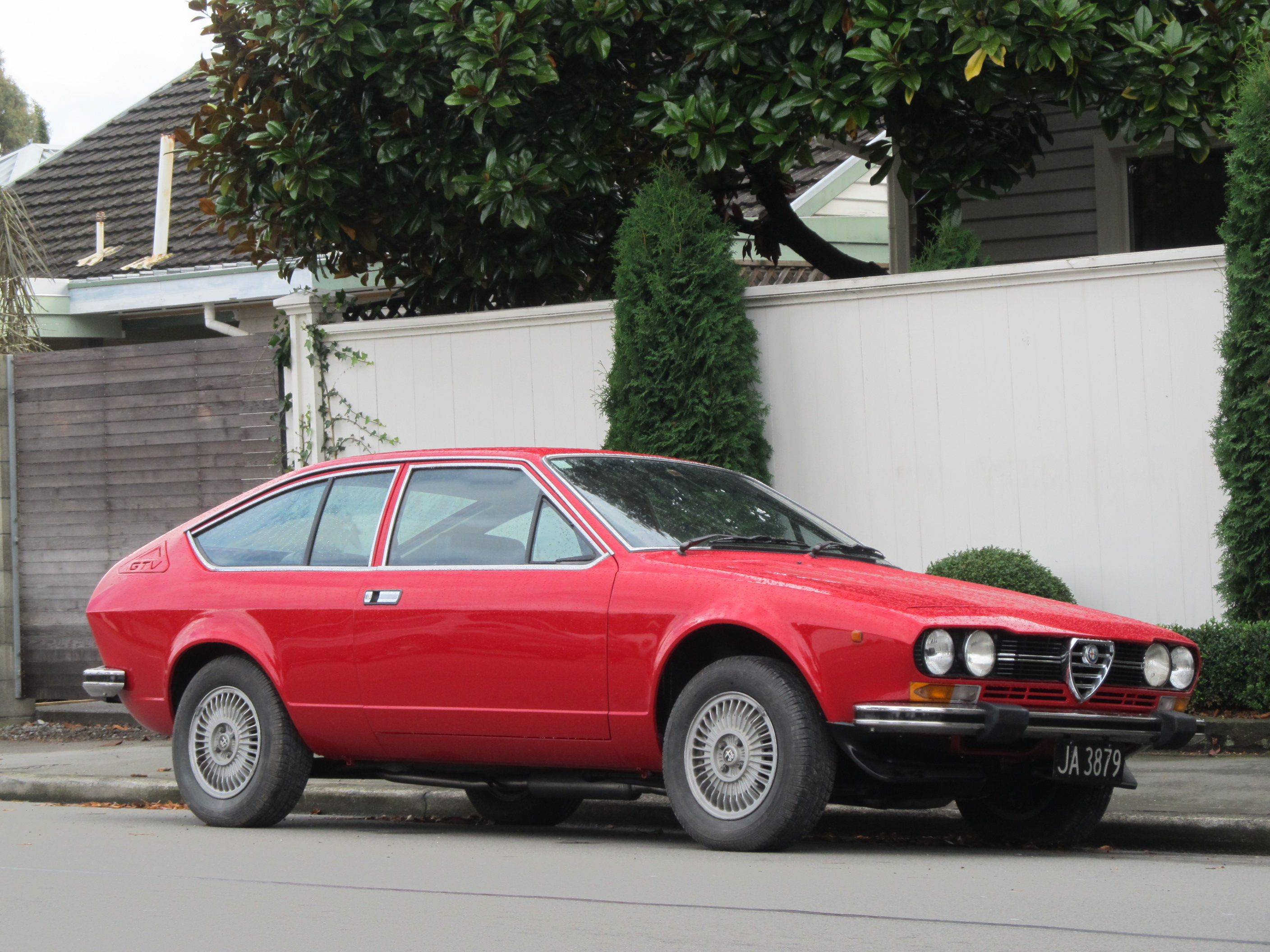
Alfa Romeo Alfetta GTV

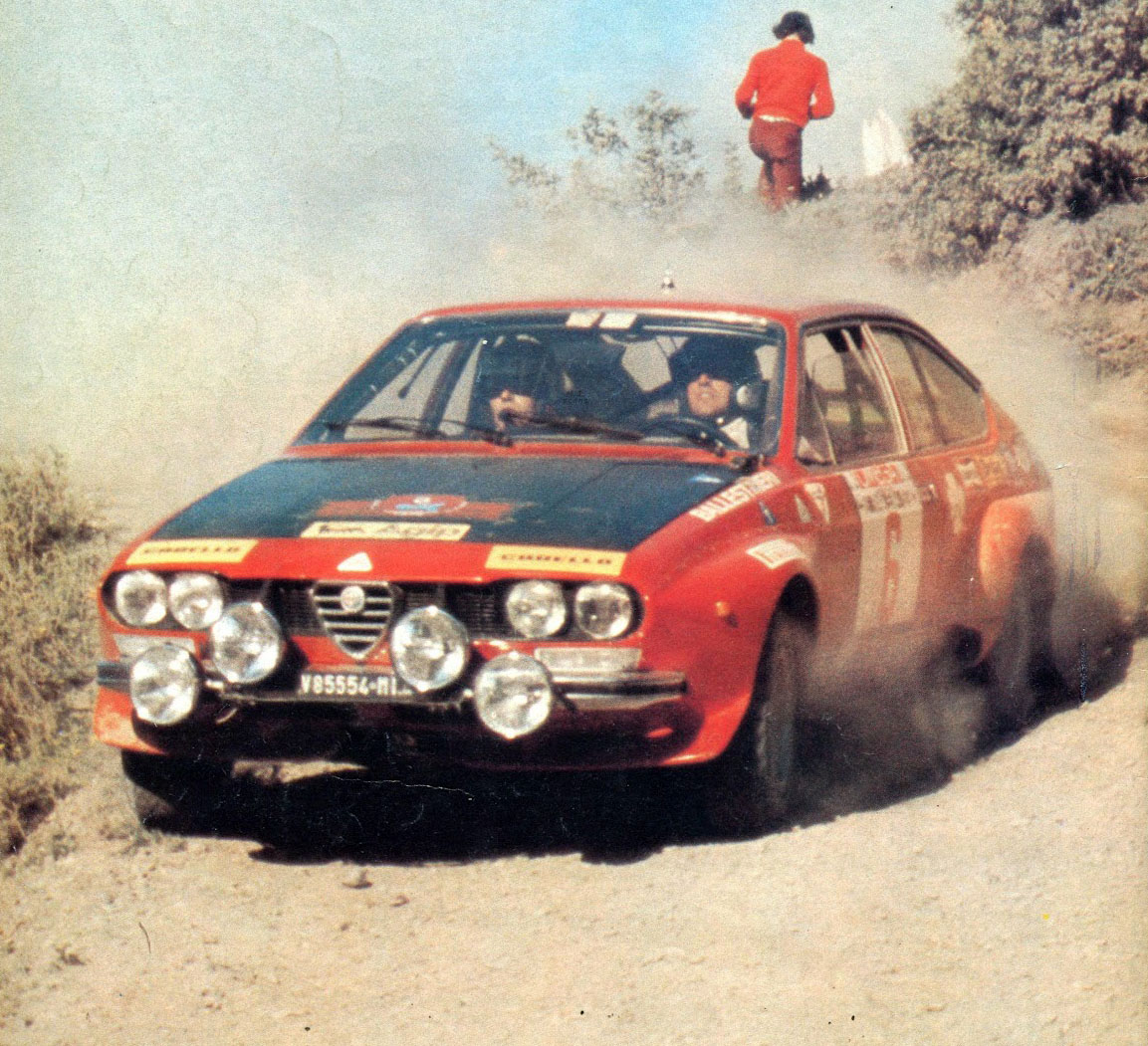
Alfa Romeo Alfetta GT

Седан був розроблений Центром Стилю Alfa Romeo, а Alfetta GTV купе (не плутати з пізнішою Alfa Romeo GTV 1995 року або з класичною Giulia GTV) був розроблений Джорджетто Джуджаро. Alfetta була представлена з новою трансмісією. Зчеплення і трансмісія розташовувалися в задній частині автомобіля, разом з диференціалом для більшого розподілу ваги по осях, як було використано раніше на гоночних моделях Alfetta 158/159 Grand Prix. Модель Золота Конюшина (Quadrifoglio Oro) продавалася на деяких ринках під ім'ям Alfetta 159i. Підвіска була торсіонна на подвійних важелях спереду і системою підвіски De Dion. Alfetta була модернізована в 1979 році, де був оновлений зовнішній вигляд автомобіля, нові фари, нові колісні арки, а також додані дизельні версії двигуна.

## Двигуни
| Модель            | Двигуни | Об'єм    | Потужність             | Крутний момент      | Примітки                        |
| ----------------- | ------- | -------- | ---------------------- | ------------------- | ------------------------------- |
| 1.6               | I4      | 1,567 cc | 109 к.с. при 5,600 rpm | 142 Нм at 4,300 rpm |                                 |
| 1.8               | I4      | 1,779 cc | 122 к.с. при 5,500 rpm | 167 Нм at 4,000 rpm |                                 |
| 2.0               | I4      | 1,962 cc | 128 к.с. при 5,300 rpm | 175 Нм at 4,000 rpm |                                 |
| 2.0               | I4      | 1,962 cc | 130 к.с. при 5,400 rpm | 178 Нм at 4,000 rpm |                                 |
| 2.0 Turbo         | I4      | 1,962 cc | 150 к.с. при 5,500 rpm | 231 Нм at 3,500 rpm | GTV 2000 Turbodelta             |
| 2.5 V6            | V6      | 2,492 cc | 160 к.с. при 5,600 rpm | 213 Нм at 4,000 rpm | GTV6                            |
| 2.5 V6 Twin Turbo | V6      | 2,492 cc | 233 к.с. при 5,600 rpm | 332 Нм at 2,500 rpm | GTV6 Callaway                   |
| 2.6 V8            | V8      | 2,593 cc | 200 к.с. при 6,500 rpm | 270 Нм at 4,750 rpm | GTV8, Autodelta limited edition |
| 2.0 Turbodiesel   | I4      | 1,995 cc | 82 к.с. при 4,300 rpm  | 162 Нм at 2,300 rpm | тільки седан                    |
| 2.4 Turbodiesel   | I4      | 2,393 cc | 95 к.с. при 4,300 rpm  | 196 Нм at 2,300 rpm | тільки седан                    |

## Виробництво
| версії                   | роки    | кількість |
| ------------------------ | ------- | --------- |
| Alfetta                  | 1972-74 | 104,454   |
| Alfetta (RHD)            | 1972-78 | 2,011     |
| Alfetta 1.8              | 1975-83 | 67,738    |
| Alfetta 1.6              | 1975-83 | 77,103    |
| Alfetta 2000             | 1976-77 | 34,733    |
| Alfetta 2000 (RHD)       | 1977    | 1,450     |
| Alfetta 2000 L           | 1978-80 | 60,097    |
| Alfetta 2.0              | 1981-84 | 48,750    |
| Alfetta 2000 LI America  | 1978-81 | 1,000     |
| Alfetta 2000 Turbodiesel | 1979-84 | 23,530    |
| Alfetta Quadrifoglio Oro | 1982-84 | 19,340    |
| Alfetta CEM              | 1983    | 991       |
| Alfetta 2.4 Turbo Diesel | 1983-84 | 7,220     |
| всього                   | всього  | 448,417   |

| версії                       | роки    | кількість |
| ---------------------------- | ------- | --------- |
| Alfetta GT (1.8)             | 1974-76 | 21,947    |
| Alfetta GT (1.6)             | 1976-80 | 16,923    |
| Alfetta GTV (2.0)            | 1976-78 | 31,267    |
| Alfetta GTS (1.6)            | 1976-80 |           |
| Alfetta GTV Strada (2.0)     | 1976-80 |           |
| Alfetta GTV 2.6 V8           | 1977    | 20        |
| Alfetta GTV L (2.0)          | 1978-80 | 26,108    |
| Alfetta GTV 2000 America     | 1979-80 |           |
| Alfetta 2000 Turbodelta      | 1979-80 | 400       |
| Alfetta GTV 2.0              | 1980-83 | 10,352    |
| GTV 2.0                      | 1983-87 | 7,296     |
| Alfetta GTV Grand Prix (2.0) | 1981-82 | 650       |
| Alfetta GTV 2.5              | 1980-83 | 11,468    |
| GTV 2.5                      | 1983-87 | 10,912    |
| GTV 3.0 V6                   | 1984-85 | 200       |
| GTV 2.5 Twin Turbo           | 1985-86 | 36        |